# 2,1,3-Benzoselenadiazol
2,1,3-Benzoselenadiazol ist eine heteroaromatische Verbindung, die bei Raumtemperatur fest vorliegt.

## Gewinnung und Darstellung
2,1,3-Benzoselenadiazol kann durch Reaktion einer wässrigen Lösung von o-Phenylendiamindihydrochlorid mit Selendioxid oder seleniger Säure gewonnen werden.

## Eigenschaften
2,1,3-Benzoselenadiazol liegt in Form eines farblosen bis blassgelbes Pulvers vor, der schwer löslich in Wasser ist. Er besitzt eine orthorhombische Kristallstruktur mit der Raumgruppe Pna21 (Raumgruppen-Nr. 33). Seine Salze sind gelb gefärbt und werden durch viel Wasser unter Abscheidung der freien Base zersetzt. Mit Iodlösung entsteht ein charakteristisches grünes Periodid.

## Verwendung
2,1,3-Benzoselenadiazol kann als Zwischenprodukt zur Herstellung von anderen chemischen Verbindungen, zur Entfernung von Chlor und Brom aus der Luft und zum Nachweis von Palladium verwendet werden.